# 幸せ 〜君が生まれて〜
「幸せ 〜君が生まれて〜」は、ケラケラの楽曲で、6枚目のシングル。2015年5月13日にユニバーサルシグマから発売された。

## 解説
初回限定盤と通常盤の2種リリース。
初回限定盤は“たまひよ”とコラボした、メッセージブック（ミニ絵本）付き。
通常盤はCDのみ。

## 収録曲

### 初回限定盤
1. 幸せ 〜君が生まれて〜 （5:04）
  - 作詞：ふるっぺ、森さん、平義隆 / 作曲：ふるっぺ、平義隆 / 編曲：久保田真悟、栗原暁

日本育児支援協会/日本コミュニケーション育児協会の公認ソング。
2. 夏恋ジェットコースター （3:58）
  - 作詞：ふるっぺ、森さん / 作曲：ふるっぺ / 編曲：YUSUKE 8746
3. ケラケラじゃんけん (太鼓の達人 ver.) （2:58）
  - 作詞：ふるっぺ、森さん、本間律子 / 作曲：ふるっぺ / 編曲：宮田リョウ

### 通常盤
1. 幸せ 〜君が生まれて〜 （5:04）
2. 夏恋ジェットコースター （3:58）
3. ケラケラじゃんけん (太鼓の達人 ver.) （2:58）